# Nakajima J1N
Nakajima J1N Gekkō (jap. 中島 J1N 月光 Nakajima J1N Gekkō; pol. Nakajima J1N "Światło Księżyca") – dwusilnikowy myśliwiec marynarki japońskiej z okresu II wojny światowej, bazujący na lądzie, produkowany jako myśliwiec eskortujący dalekiego zasięgu, samolot rozpoznawczy i myśliwiec nocny.
W nomenklaturze wojsk alianckich oznaczony kodem „Irving”.

## Historia

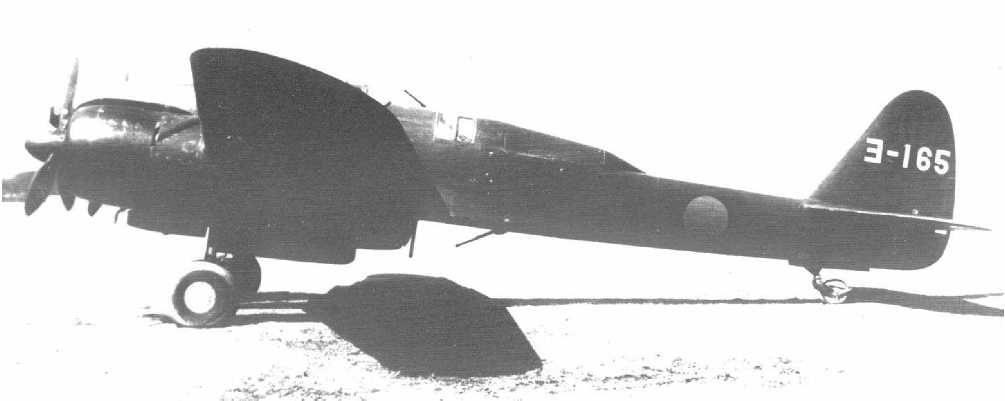
Nakajima J1N1-C Kai

W 1938 roku dowództwo Lotnictwa Cesarskiej Marynarki Wojennej (Kaigun Kōkū Honbu) opracowało założenia konstrukcyjne nowego myśliwca eskortującego, przeznaczonego do ochrony bombowców Mitsubishi G3M. Założenia te przedstawiono firmom Mitsubishi i Nakajima. Nowy samolot miał być dwusilnikowym myśliwcem dalekiego zasięgu przeznaczonym do eskortowania bombowców i uzyskiwania przewagi powietrznej nad terytorium wroga. Wymagana zwrotność samolotu miała być podobna do Mitsubishi A6M2. Chociaż wymagania te były bardzo trudne do spełnienia, obie wytwórnie przedstawiły projekty wstępne. Firma Mitsubishi była zajęta w tym czasie pracami rozwojowymi nad myśliwcem A6M i bombowcem G4M, co spowodowało, że potraktowała projekt kolejnego samolotu bardzo powierzchownie. Konkurencyjna wytwórnia Nakajima przedstawiła bardziej dopracowany projekt i wygrała konkurs. 
W 1939 roku zbudowano drewnianą makietę maszyny, a po jej akceptacji przez Kaigun Kōkū Honbu rozpoczęto budowę prototypu oznaczonego J1N1, który ukończono dopiero w połowie 1941 roku. Napęd samolotu stanowiły dwa silniki gwiazdowe Sakae z których prawy, oznaczony jako Nakajima NK1F Sakae 21 obracał się w prawo, a lewy Nakajima NK1G Sakae 22 w lewo. Uzbrojenie składało się z wmontowanych w przednią część kadłuba działka Typ 99 Model 1 kalibru 20 mm i dwóch karabinów maszynowych Typ 97 kalibru 7,7 mm.  Ponadto samolot był wyposażony w dwa składające się z dwóch karabinów zdalnie sterowane stanowiska ogniowe zamontowane w kadłubie.
Pierwszy prototyp oblatano 2 maja 1941 roku. Na podstawie doświadczeń z testów tego i dwóch następnych prototypów postanowiono usunąć zawodne wieże strzeleckie zastępując je zwykłymi karabinami maszynowymi oraz dodać klapy Fowlera, zwiększające zwrotność maszyny. Chociaż samolot J1N1 nie spełniał wszystkich wymagań złożonych przez Kaigun Kōkū Honbu, został zaakceptowany i zamówiono sześć kolejnych maszyn tego typu do testów w warunkach bojowych. Ze względu na zakończenie konfliktu chińsko-japońskiego i przystosowanie do roli myśliwców eskortujących samolotów Mitsubishi A5M4 i Mitsubishi A6M2, dalsze rozwijanie projektu stało się bezcelowe.
Na początku II wojny światowej Marynarka Wojenna Cesarstwa Japonii jako strona atakująca nie odczuwała potrzeby posiadania myśliwców nocnych, przystosowanych do obrony instalacji brzegowych, a później również terytorium Wysp Japońskich przed atakami bombowymi. W późniejszym okresie jednak, gdy nocne naloty stały się dokuczliwe, pojawiła się potrzeba posiadania odpowiedniego samolotu zdolnego przechwytywać maszyny nieprzyjaciela. Marynarka Wojenna Japonii jako niezależna instytucja wojskowa, niechętna przyjmowaniu rozwiązań opracowanych dla drugiej potęgi militarnej państwa, Armii Lądowej, próbowała zastosować w tej roli istniejący myśliwiec Mitsubishi A6M2, który jednak nie spełniał pokładanych w nim nadziei. We znaki dawał się też brak odpowiedniego samolotu rozpoznawczego zdolnego do działania nad lądem o parametrach podobnych do Ki-46 Dinah lotnictwa Armii, gdyż używane od lat 30 Mitsubishi C5M były już przestarzałe. W celu wypełnienia tej luki postanowiono zatem przystosować J1N1 do wypełniania zadań rozpoznawczych, a później także do roli myśliwca nocnego, co spowodowało uruchomienie jego produkcji na dużą skalę.

## Wersje samolotu J1N1

### J1N1-C

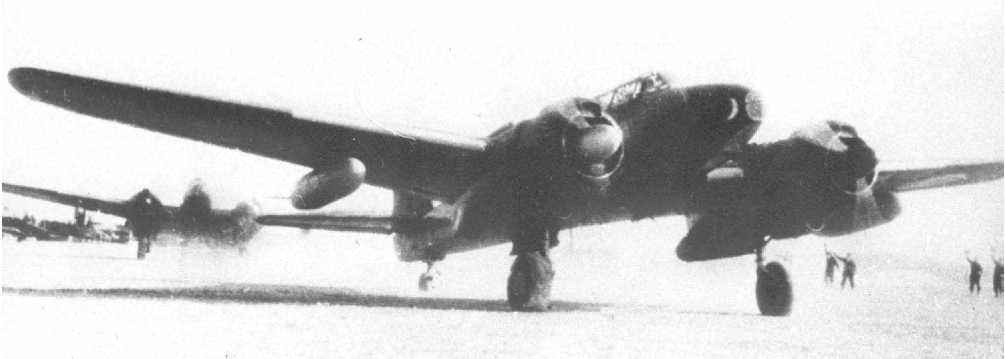
J1N1-S należący do 210. Kokutai wyposażony w odrzucane zbiorniki paliwa

W lipcu 1942 roku decyzją Kaigun Kōkū Honbu skierowano maszynę do produkcji seryjnej pod oznaczeniem „Morski samolot rozpoznawczy Typ 2 Model 11 – J1N1-C”. Maszyna seryjna otrzymała większe zbiorniki paliwa o pojemności 2270 litrów z zabezpieczeniami uszczelniającymi je w razie trafienia i możliwość zamocowania kolejnych dwóch 310 litrowych zbiorników podwieszanych. Ze względu na kłopoty z lewo obrotowym silnikiem Sakae 22, zastosowano dwa identyczne Sakae 21, obracające się w prawą stronę. Uzbrojenie strzeleckie w nosie zdemontowano zostawiając jedynie tylny karabin maszynowy obsługiwany przez zajmującego miejsce w tej samej kabinie co i pilot drugiego członka załogi, strzelca-radiooperatora. Trzeci członek załogi, obserwator obsługujący kamery fotograficzne, zajmował miejsce w osobnej kabinie w środkowej części kadłuba. Fotografowanie w nocy umożliwiały dwie 30 kg bomby oświetlające.

### J1N1-R
Jednocześnie z produkcją seryjną prowadzono prace mające na celu przystosowanie J1N1 także do innych ról, między innymi samolotu bombowo-torpedowego i bombowca nurkującego. Próbowano również na wiele sposobów zmodernizować kabinę załogi, dodając różnego typu wieże strzeleckie. Wyprodukowany w liczbie 12 egzemplarzy samolot z wieżą od ciężkiego bombowca Nakajima G5N Shinzan został oznaczony jako J1N1-R Model 12. Wkrótce potem, ze względu na wprowadzenie podziału na samoloty rozpoznawcze bazujące na lądzie i samoloty pokładowe symbolem J1N1-R oznaczano wszystkie seryjne rozpoznawcze J1N1 w wersji lądowej.

### J1N1-S
Wiosną 1943 roku rozpoczęto budowę J1N1 w wersji myśliwca nocnego. Załoga tej odmiany samolotu została ograniczona do dwóch osób, a w miejsce kabiny trzeciego członka załogi zamontowano cztery działka Typ 99 Model 2 Kai kalibru 20 mm, z których dwa strzelały pod kątem 30° do góry, a dwa pozostałe pod tym samym kątem w dół (było to rozwiązanie analogiczne do niemieckiego systemu Schräge Musik). Do strzelania z górnych działek używano specjalnego celownika Typ 3 umieszczonego na owiewce kabiny, a z dolnych, celownika bombowego Typ 98 zamontowanego w przeszklonym dziobie maszyny. 
Pierwsze samoloty myśliwskie przebudowane w Morskim Arsenale Lotniczym w Yokosuce z maszyn rozpoznawczych należących do 251. Kokutai zostały oznaczone jako J1N1-C Kai i rozpoczęły działania bojowe przeciwko bombowcom amerykańskim nad wyspami Pacyfiku dowodząc swej skuteczności. W sierpniu 1943 roku rozpoczęto produkcję wersji myśliwskiej samolotu oznaczonego jako „Morski myśliwiec nocny Gekko Model 11”, w skrócie J1N1-S Gekko Model 11, później zmienione na J1N2 Gekko Model 11. Od maja 1944 produkowano również wersję J1N1-Sa z trzema działkami Typ 99 Model 2-3 na grzbiecie i dwoma na spodzie kadłuba, później przemianowaną na J1N3 Model 23. Od 1944 roku zaczęto montować w maszynach tego typu radary przeznaczone do obserwacji powierzchni morza (Typ 3 Mk 6 Model 4), a od końca tego roku także do wykrywania celów powietrznych (FD1, a później FD2), co umożliwiało wykorzystywanie Gekko zarówno jako samolotów rozpoznawczych jak i zwalczania bombowców nieprzyjaciela. Pomimo niskiej skuteczności radarów japońskich, o wiele mniejszej niż podobnych konstrukcji alianckich i niemieckich, montowano je dość powszechnie. Po przekazaniu samolotów do jednostek aparatura radarowa, ze względu na niską skuteczność i dość dużą masę dochodzącą do 70 kg, była w wielu przypadkach demontowana na prośbę pilotów preferujących tradycyjny, wzrokowy sposób wyszukiwania celów.
Kolejną modyfikacją było wprowadzenie innego typu działek Typ 99 Model 2-4 ze zwiększonym do 200 sztuk na działko zapasem amunicji, które w liczbie trzech sztuk były montowane tylko na grzbiecie kadłuba maszyny. Z dolnych działek, jako mniej efektywnych, zrezygnowano.
Produkcję maszyn J1N zakończono w październiku 1944 roku. Łącznie w zakładach Nakajima zbudowano 486 maszyn z czego 3 prototypowe i 6 serii przedprodukcyjnej.

## Użycie bojowe

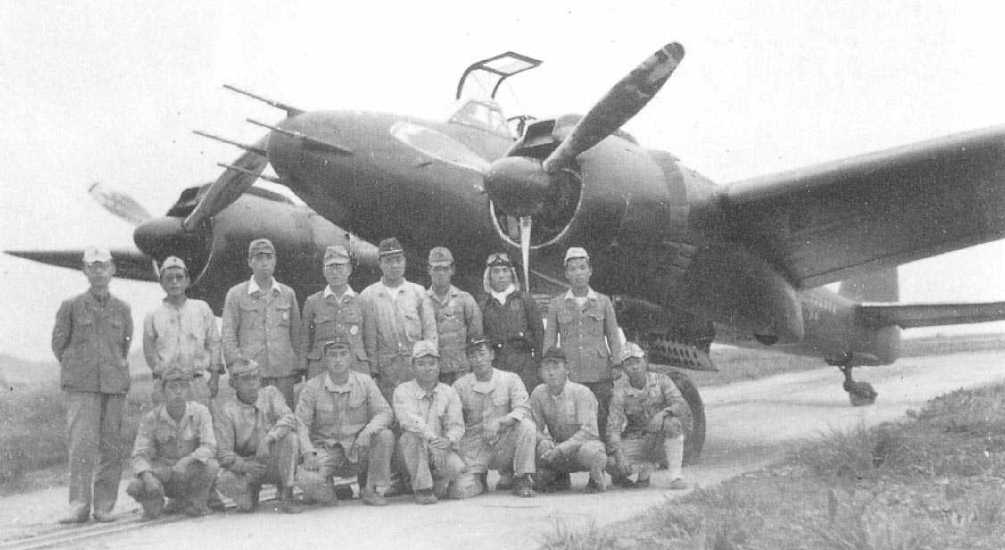
Nakajima J1N1-S

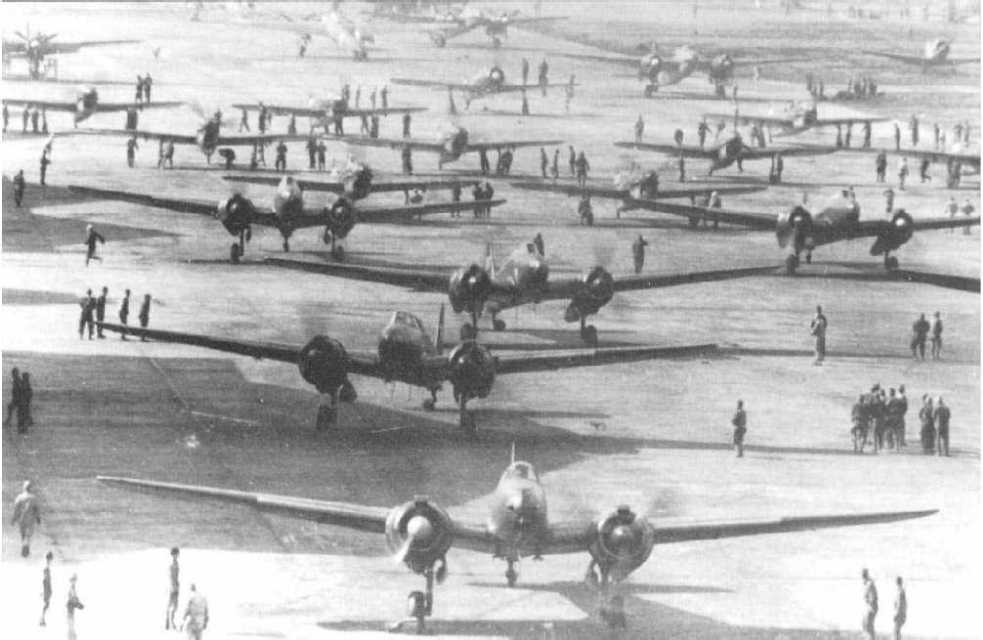
Nakajima J1N rozgrzewają silniki przed startem

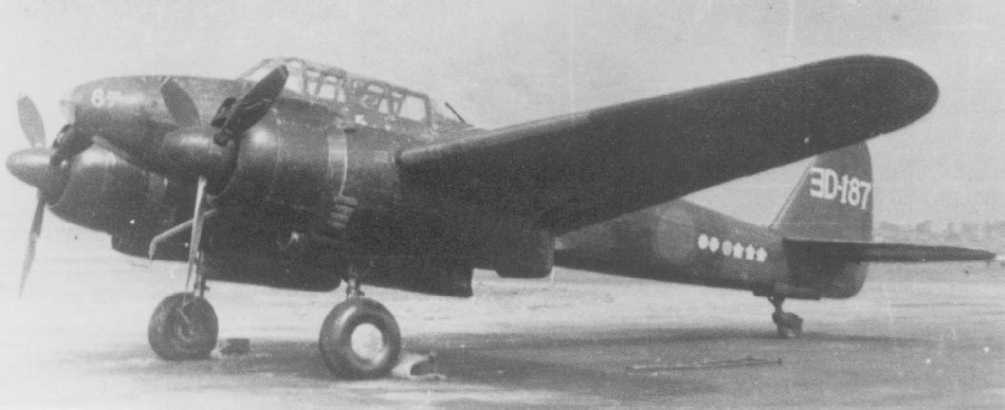
Nakajima J1N1-S na lotnisku

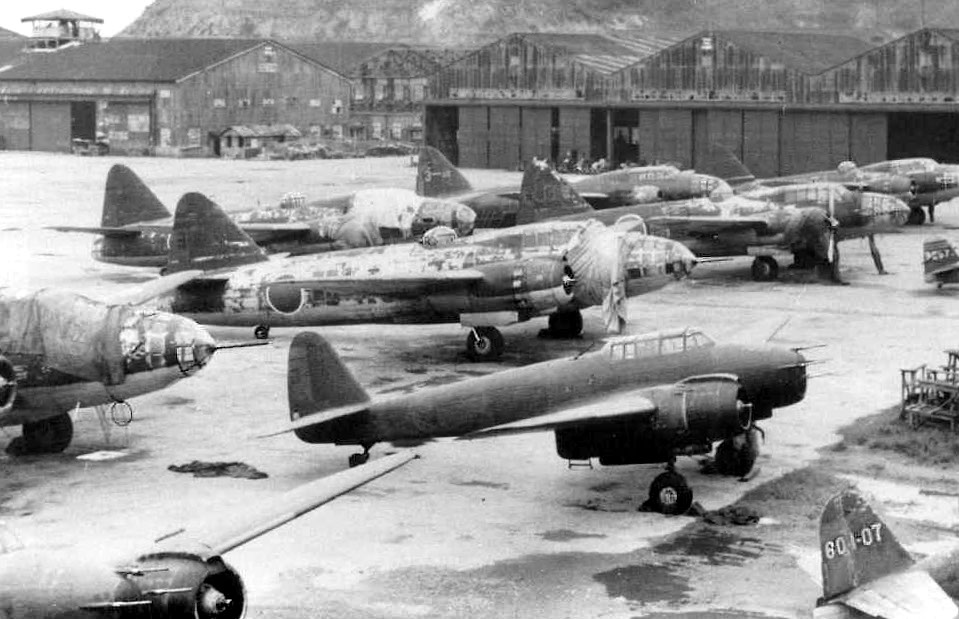
J1N1-S na lotnisku w Yokosuce (na pierwszym planie). Widoczne wokół samoloty to bombowce Mitsubishi G4M, w lewym dolnym rogu widoczny jest także dziób innego Nakajimy J1N1-S. Zdjęcie wykonano w 1945 roku już po kapitulacji Japonii

Pierwsze loty bojowe w ramach testów maszyn serii przedprodukcyjnej miały być wykonywane z bazy w Rabaul na Nowej Brytanii, ale wszystkie trzy wysłane maszyny zostały uszkodzone jeszcze przed dotarciem na linię frontu. Po ich remoncie i przebudowie na wersję rozpoznawczą J1N1-C zostały przekazane w celu przetestowania w warunkach bojowych do Tainan Kokutai (jap. – eskadra Tainan), operującej z wysuniętej bazy lotniczej Lae. Zadaniem nowych maszyn były loty patrolowe nad akwenami Morza Koralowego, Zatoki Papua w okolicach Port Moresby, aż do północnych wybrzeży Australii. 
2 sierpnia 1942 roku, podczas lotu zwiadowczego nad Zatoką Papua, J1N1-C przypadkowo natknął się na zgrupowanie bombowców amerykańskich osłanianych przez myśliwce eskorty P-39 Airacobra i został przez jeden z nich zestrzelony. Druga z maszyn została utracona 14 września w niejasnych okolicznościach. Trzeci J1N1-C został poważnie uszkodzony następnego dnia podczas wykonywania misji rozpoznania skutków ostrzału lotniska Henderson na Guadalcanalu przez pancerniki „Kongō” i "„Haruna”. Samolot z uszkodzonym prawym silnikiem powrócił do bazy i lądował awaryjnie, chociaż Amerykanie uznali go za zestrzelony. Wkrótce wraz z Tainan Kokutai maszyna została wycofana na Wyspy Japońskie.
Wkrótce zmieniono nazwę jednostki na 251. Kokutai i wysłano na Rabaul, uzbrojoną w 9 samolotów J1N1-C, z których dwa zostały przerobione na myśliwce nocne z systemem działek strzelających pod kątem. Jedna z przerobionych maszyn rozbiła się, więc w rezultacie do działań operacyjnych w ramach 251 Eskadry weszło tylko osiem maszyn, w tym jedna myśliwska. Podczas bojowych lotów nocnych przebudowany na myśliwski J1N1-C zestrzelił sześć bombowców wroga. Po przemianowaniu jednostki na dywizjon myśliwców nocnych wycofano z jego składu samoloty myśliwskie Mitsubishi A6M2, planując wprowadzenie łącznie 24 maszyn Nakajima J1N1-C. Ostatecznie w skład jednostki przebazowanej na wyspę Truk w archipelagu Karolinów weszło tylko dziewięć maszyn. W dniu 17 i 18 lutego 1944 roku, podczas nalotu bazujących na lotniskowcach samolotów amerykańskich zestrzelono jedną maszynę japońską, a sześć zniszczono na ziemi. Pozostałe 2 zostały ciężko uszkodzone. Po wyremontowaniu uszkodzonych maszyn i uzupełnieniu do stanu osiem egzemplarzy, jednostka została kolejny raz zreorganizowana i ostatecznie włączona do 153. Kokutai.
Pierwszą jednostką wyposażoną w myśliwce nocne J1N1-S Gekko była 321. Kokutai, na której stanie miało się znaleźć łącznie 70 maszyn Gekko, jednak nigdy takiej liczby nie osiągnięto.
Ogólnie na wyposażeniu 321. Kokutai znalazły się 24 maszyny, z czego część stanowiły przebudowywane w warunkach polowych samoloty rozpoznawcze J1N1-C. Jednostka została podzielona na dwa Hikotai (eskadry) bazujące na wyspach Tinian i Saipan. Podczas nalotów prowadzonych przez amerykańskie samoloty startujące z lotniskowców zniszczeniu uległy wszystkie maszyny bazujące na Saipanie, a później także w drugiej bazie. Pomimo uzupełnień, w dniu rozwiązania jednostki jedynie 4 Gekko nadawały się do użytku. Na koncie zestrzeleń pilotów jednostki znalazł się tylko jeden bombowiec amerykański.
Od maja 1944 roku rozpoczęto dostarczanie samolotów Gekko do jednostek na Marianach, Filipinach i Malajach używając ich do przechwytywania bombowców amerykańskich wykonujących misje nad terytoriami kontrolowanymi przez flotę japońską przy współdziałaniu z myśliwcami A6M Reisen. Zadaniem Gekko było zrzucanie bomb fosforowych eksplodujących w formacjach bombowców przeciwnika, które miały rozpędzić maszyny wroga i ułatwić ich zestrzelenie przez Zera. Po wprowadzeniu przez Amerykanów silniejszej osłony myśliwskiej przesunięto myśliwce Gekko do działań nocnych.
W drugiej połowie 1944 roku wycofano większość Gekko na Wyspy Japońskie w celu obrony ich przed nalotami bombowców amerykańskich. Korzystając z samolotów J1N1-S opracowano nową taktykę przechwytywania przeciwnika polegającą na tym, że samoloty Gekko wyposażone w radar FD-2 pełniły rolę latających posterunków radiolokacyjnych, ostrzegając drogą radiową o zbliżających się nieprzyjacielskich formacjach bombowych. Działania przeciw nalotom nieprzyjaciela wspierały samoloty J2M Raiden, zbudowane specjalnie do przechwytywania bombowców.
Pomimo znacznej skuteczności działek strzelających do dołu podczas ataków na cele nawodne i naziemne, postanowiono z nich zrezygnować pozostawiając tylko te umieszczone w górnej części kadłuba. Powodem tej modyfikacji była chęć zmniejszenia masy, a tym samym poprawienia parametrów maszyny, zwłaszcza pułapu maksymalnego i prędkości wznoszenia, które decydowały o efektywności ataków na samoloty bombowe.
Od kwietnia 1945 roku ocalałe J1N wszystkich odmian broniące Wysp Japońskich, po uzbrojeniu w dwie 250 kilogramowe bomby, zostały przydzielone do lotów kamikaze. Ostatecznie, do końca wojny przetrwało bardzo niewiele maszyn. Trzy ukryte na lotnisku górskim na Tajwanie zostały przejęte przez wojska chińskiego Kuomintangu. Cztery kolejne trafiły do Stanów Zjednoczonych, z których jeden trafił do Smithsonian Institution, a pozostałe trzy złomowano.
Obecnie znajdujący się w amerykańskim muzeum Gekko jest jedyną ocalałą maszyną tego typu na świecie.